# Nape Nnauye

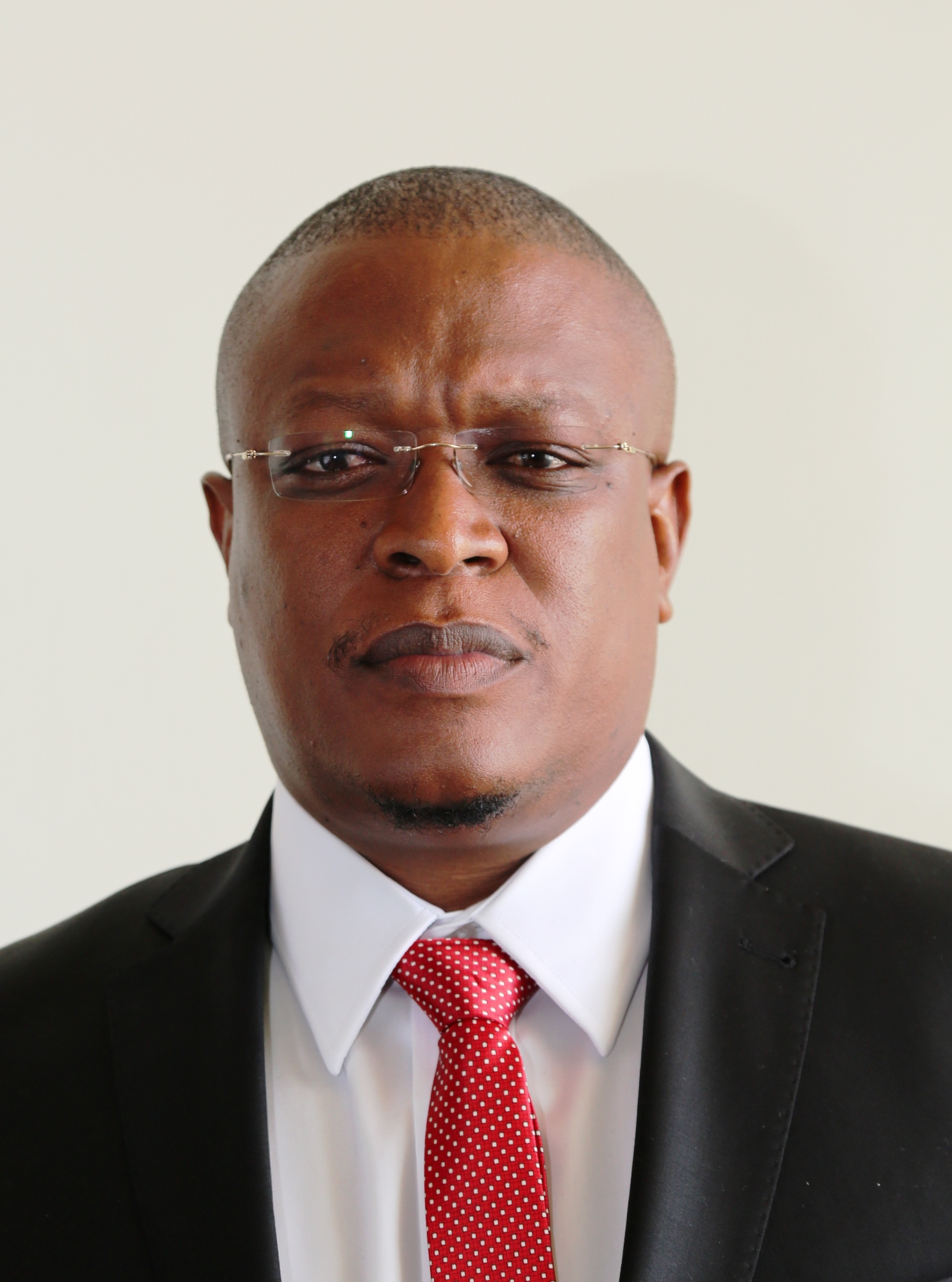
Nape Nnauye (12. Dezember 2015)

Nape Moses Nnauye (* 7. November 1977 in Ngudu, Distrikt Kwimba, Region Mwanza) ist ein tansanischer Politiker der Chama Cha Mapinduzi (CCM), der zwischen 2015 und 2017 Minister für Information, Kultur, Künstler und Sport war.

## Leben

### Studien und Parteifunktionär
Nape Moses Nnauye besuchte zwischen 1987 und 1993 die Bukumbi Primary School und erwarb dort ein Certificate of Primary Education Examination (CPEE). Danach absolvierte er von 1994 bis 1997 die Nsumba Secondary School und schloss diese mit einem Certificate of Secondary Education Examination (CSEE) ab. Anschließend besuchte er von 1998 bis 2000 das Butimba Teacher Training College, welches er mit einem  Advanced Certificate of Secondary Education Examination (ACSEE) beendete. Daraufhin besuchte er von 2000 bis 2002 die Kivukoni Academy of Social Sciences, die heutige Mwalimu Nyerere Memorial Academy, und schloss diese mit einem Diplom ab.
2002 begann er sein politisches Engagement für die Chama Cha Mapinduzi (CCM) und wurde Mitglied des Nationalkongresses, Mitglied des Exekutivrates der CCM sowie Mitglied des Nationalen Exekutivkomitees der CCM. Er besuchte zudem von 2002 bis 2003 das Centre for Foreign Relations (CFR) in Daressalam, das er mit einem Diplom abschloss. 2003 wurde er Mitarbeiter der Parteizentrale der CCM und war anfangs Assistierender Sekretär sowie zwischen 2008 und 2010 Erster Assistierender Sekretär. Während dieser Zeit begann er 2005 ein grundständiges Studium an der Bangalore University in Bengaluru und beendete dieses 2008 mit einem Bachelor. Im Anschluss absolvierte er zwischen 2008 und 2011 ein postgraduales Studium an der Universität Mzumbe, das er mit einem Master abschloss. Am 10. September 2010 wurde er zum Distriktkommissar des Distrikts Masasi ernannt und bekleidete dieses Amt bis April 2011. Er wurde 2011 Mitglied des Zentralkomitees (ZK) der CCM und fungierte zwischen April 2011 und dem 13. Dezember 2015 als Sekretär der CCM für Ideologie und Öffentlichkeitsarbeit.

### Abgeordneter und Minister
Nape Nnauye wurde im November 2015 für die Chama Cha Mapinduzi erstmals Mitglied der Nationalversammlung, der sogenannten Bunge, und gehört dieser nach seiner Wiederwahl 2020 als Vertreter des Wahlkreises Mtama seither an. Zu Beginn seiner Parlamentszugehörigkeit war er von 2015 und 2018 Mitglied des Ausschusses für soziale Entwicklung und Dienste (Social Development and Services Committee).
Am 12. Dezember 2015 wurde Nnauye als Nachfolger von Fenella Mukangara als Minister für Information, Kultur, Künstler und Sport (Minister of Information, Culture, Artists and Sports) in das erste Kabinett von Staatspräsident John Magufuli berufen. Dieses Amt behielt er bis zum 23. März 2017 und wurde daraufhin von Harrison Mwakyembe abgelöst.